# Johan Simons
Pour les articles homonymes, voir Simons.
Johan Simons, né le 1er septembre 1946 à Heerjansdam aux Pays-Bas, est un metteur en scène de théâtre et d'opéra néerlandais.

## Biographie
Issu de la créative scène culture flamande, Simons a reçu une double formation de danseur et d'acteur. Sa carrière commence dans différents collectifs théâtraux flamands, notamment ZT Hollandia et NT Gent (Théâtre national de Gand). Sa carrière s'internationalise à partir des années 1990, et il réalise alors de nombreuses mises en scène dans des théâtres allemands et suisses, notamment les Kammerspiele de Munich où naissent plusieurs spectacles couronnés de succès.
L'intérêt pour la musique se traduit par une collaboration durable avec le percussionniste Paul Koek depuis les années 1980 ; un spectacle consacré à Verdi, Sentimenti (2003), l'amène à aborder l'opéra pour la première fois en 2006. Gerard Mortier l'invite à monter Simone Boccanegra de Verdi à l'Opéra de Paris, puis en 2008 Fidelio de Beethoven ; il est également invité à Amsterdam et en 2008 au Festival de Salzbourg pour un spectacle consacré à Bartok.
Il est élu membre de l'Académie des arts de Berlin en 2010.
Johan Simons fut étudiant et enseignant à l'Académie de théâtre de Maastricht.

## Prix Europe pour le Théâtre - Premio Europa per il Teatro
En 2000, Johan Simons a reçu le VIème Prix Europe Réalités Théâtrales, avec Paul Koek, décerné à l'Hollandia Theatergroep avec cette motivation :
Hollandia Theatergroep crée en 1985, par le choréographemetteur en scène Johan Simons et le compositeurmetteur en scène Paul Koek occupe une place privilégiée dans le paysage théâtral néerlandophone. Les spectacles du groupe se sont distingués dès le début par leur dimension chorale et par la capacité d’intégration dans des lieux hors les circuits traditionnels. Hollandia Theatergroep s’est livée à un travail théâtral de recherche sans jamais le dissocier d’un fort engagement dans les debats d’actualité, sociale ou politique. Hollandia Theatergroep a fondé leur exploration du langage sur des textes célèbres, surtout des tragédies, antiques ou modernes, aussi bien que sur des motivations littéraires non théâtraux. Par ailleurs, le groupe developpe la mixité des langages qui lui permet de circuler entre le théâtre, la danse ou les expressions musicales les plus raffinées. Hollandia Theatergroep séduit par la variété des champs explorés autant que par la force poétique de ses prestations chargées d’une rare force polimique. Le groupe mérite une reconnaissance europèenne et internationale. Il est exemplaire.